# Łukasz Wierzbowski
Łukasz Wierzbowski herbu Jastrzębiec – chorąży większy łęczycki w latach 1654-1670, starosta szadkowski.
Był elektorem Michała Korybuta Wiśniowieckiego z województwa łęczyckiego w 1669 roku.